# 索博爾內 (敖德薩州)
46°14′12″N 29°12′9″E / 46.23667°N 29.20250°E

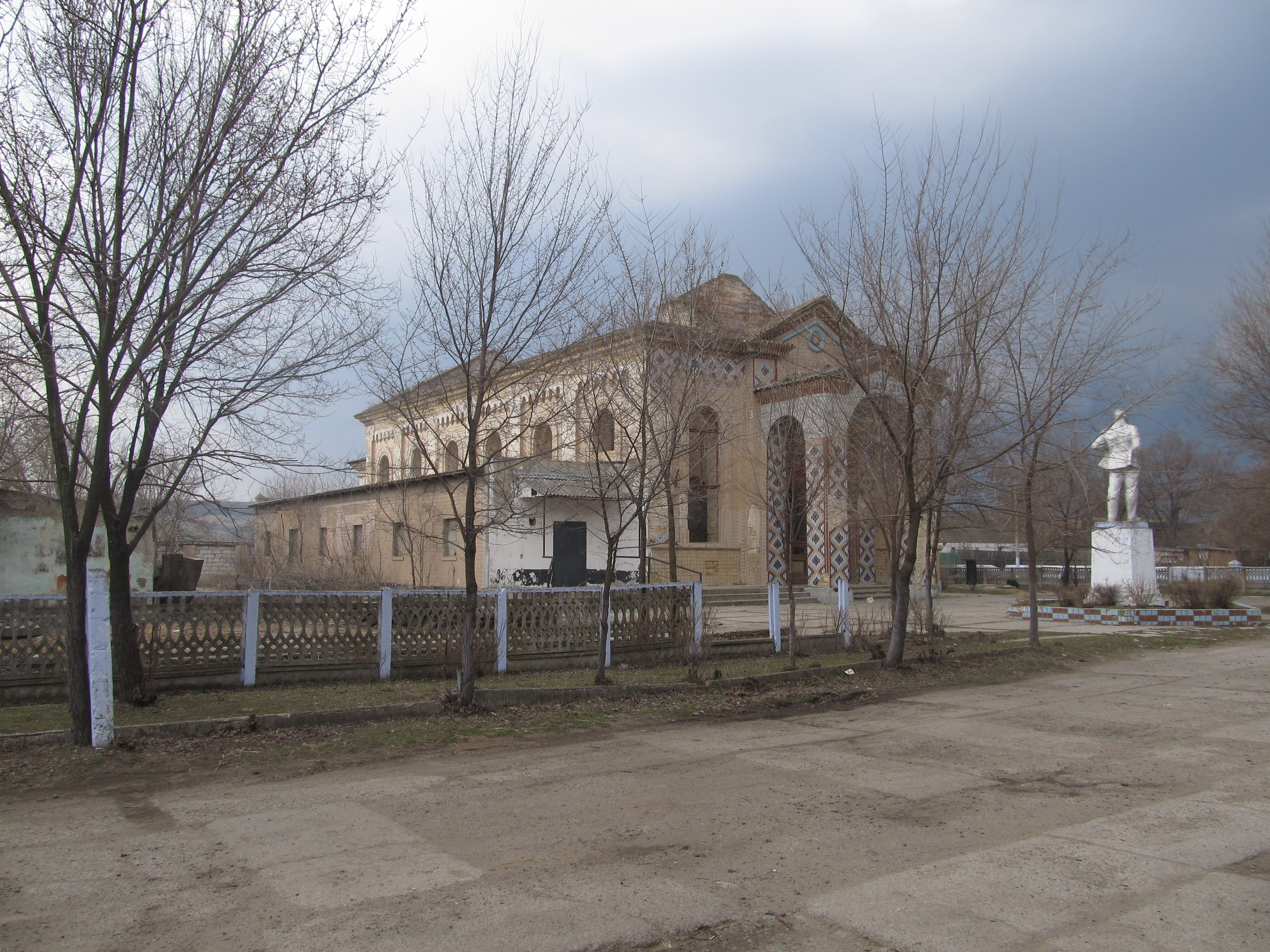

索博尔内（烏克蘭語：Соборне），2024年9月前称为别列津诺（俄语：Березино），是烏克蘭西南部敖德薩州博爾赫拉德區塔鲁蒂内市镇的鎮。處於科吉利尼克河畔，始建於1816年，面積5.7平方公里，2011年人口3,483，人口密度每平方公里611.05人。
2024年9月19日，乌克兰最高拉达将此镇的名字改为索博尔内。